# Valentin von Eickstedt (Generalmajor)
Valentin von Eickstedt (* 13. Dezember 1669 in Hohenholz, Schwedisch-Pommern; † 17. September 1718 auf Frederiksborg) war ein Generalmajor in dänisch-norwegischen Diensten.

## Familie und Herkunft
Von Eickstedts Eltern waren Alexander Ernst von Eickstedt zu Hohenholz (1634–1693) und dessen zweite Gattin Dorothea Sophie, geb. von Suckow (* 1644; † spätestens 1676). Nach der Ehe mit Elisabeth von der Osten aus Schildberg, heiratete Valentin von Eickstedt am 4. Juni 1708 in der Kopenhagener Soltskirke Edele Cathrine Kaas (1679–1742), Tochter des Oberkommissarius und späteren Stiftamtmanns in Trondheim, Hans Kaas zu Hastrup (ca. 1640–1700) und der Sophie Amalie, geb. Bielke (1650–1703). Der Ehe entsprangen drei Kinder:
- Frederikke Louise von Eickstedt (1711–1755)
- Sofie Dorothea von Eickstedt (1714–?)
- Hans Henrick von Eickstedt (1715–1801), Offizier und Mitglied des Staatsrates[4]

## Leben
1684 trat von Eickstedt als Fähnrich in dänisch-norwegische Dienste. 1685 wurde er zum Sekondeleutnant, 1688 zum Kapitän, 1693 zum Major, 1697 zum Oberstleutnant ernannt. 1700 erhielt von Eickstedt den Charakter eines Obersten und 1701 den wirklichen Rang eines Obersten. Noch im selben Jahre ging er ab, um das neuerrichtete Gardegrenadierkorps zu übernehmen. 1692 und 1696 nahm von Eickstedt an Feldzügen im Ausland teil und 1700 nahm er Teil an der Belagerung von Tönning. 1704 wurde von Eickstedt Generaladjutant des Königs. 1706 wurde er zum Brigadier, 1708 zum Generalmajor befördert. 1709 bis 1710 nahm von Eickstedt als ältester Generalmajor der Fußtruppen am Feldzug in Schonen teil, wobei er viele verschiedene Aufgaben zugeteilt bekam. Trotz seiner persönlichen Tapferkeit war er wenig zum Truppenführer geeignet: Ihm mangelte es an Selbstvertrauen, Verantwortungswillen und Entschlusskraft. Nach der Schlacht bei Helsingborg, in welcher von Eickstedt die Hauptstärke der Fußtruppen leitete, trat er zugunsten des Franz Joachim von Dewitz zurück.
Im Mai desselben Jahres löste von Eickstedt Christian von Lente als Oberkriegssekretär ab und wurde Mitglied des Generalkommissariates. Nach seinem Abschied aus der militärischen Führung 1717, wurde er Amtmann in Frederiksborg.

## Auszeichnungen
- 1704: Kammerherr[1]
- 1705: Weißer Ritter[1]
- 1710: Geheimrat[1]

## Endnoten
1. 1 2 3 4 5 6 7  K. C. Rockstroh: Valentin v. Eickstedt. In: Svend Cedergreen Bech, Svend Dahl (Hrsg.): Dansk biografisk leksikon. Begründet von Carl Frederik Bricka, fortgesetzt von Povl Engelstoft. 3. Auflage. Band 4: Dons–Frijsh. Gyldendal, Kopenhagen 1980, ISBN 87-01-77392-5 (dänisch, biografiskleksikon.lex.dk).
2. ↑  Das Dansk biografisk leksikon erwähnt keinen Grund für das Ende der Ehe, finnholbek.dk erwähnt lediglich die zweite Ehe.
3. ↑  finnholbek.dk erwähnt lediglich zwei Töchter, das Dansk biografisk leksikon lediglich einen Sohn.
4. ↑  Claus Bech: H. H. v. Eickstedt. In: Svend Cedergreen Bech, Svend Dahl (Hrsg.): Dansk biografisk leksikon. Begründet von Carl Frederik Bricka, fortgesetzt von Povl Engelstoft. 3. Auflage. Band 4: Dons–Frijsh. Gyldendal, Kopenhagen 1980, ISBN 87-01-77392-5 (dänisch, biografiskleksikon.lex.dk).

| Personendaten    | Personendaten                                 |
| ---------------- | --------------------------------------------- |
| NAME             | Eickstedt, Valentin von                       |
| KURZBESCHREIBUNG | Generalmajor in dänisch-norwegischen Diensten |
| GEBURTSDATUM     | 13. Dezember 1669                             |
| GEBURTSORT       | Hohenholz, Schwedisch-Pommern                 |
| STERBEDATUM      | 17. September 1718                            |
| STERBEORT        | auf Frederiksborg                             |